# 프라임 필하모닉 오케스트라
군포 프라임 필하모닉 오케스트라(Gunpo Prime Philharmonic Orchestra)는 경기도 군포시 소재의 민간 관현악단이다. 1997년 2월에 창단되었으며, 2021년 6월까지 전임지휘자는 현재 서울대학교 음악대학 지휘과 교수 및 부천 필하모닉 오케스트라 상임지휘자로 재직 중인 장윤성이었다.
2000년에 군포 문화예술회관 상주 악단이 되었고, 정식 명칭도 기존의 것에 군포시를 병기해 현재의 것으로 고쳤다. 그러나 일반적으로는 프라임 필하모닉 오케스트라 혹은 프라임 필이라는 명칭으로 알려져 있다.
관현악 단독의 연주회 외에 오페라나 발레 등 무대 작품 공연의 반주를 전문적으로 맡고 있으며, 장윤성과 정치용, 박은성, 김덕기 등 국내 지휘자들 외에도 케리 스트래턴, 브라이언 수츠, 블라디미르 릴로프, 크리스티안 슐츠 등의 외국 지휘자들과도 공연하고 있다.